# فك الشفرة المغلوط

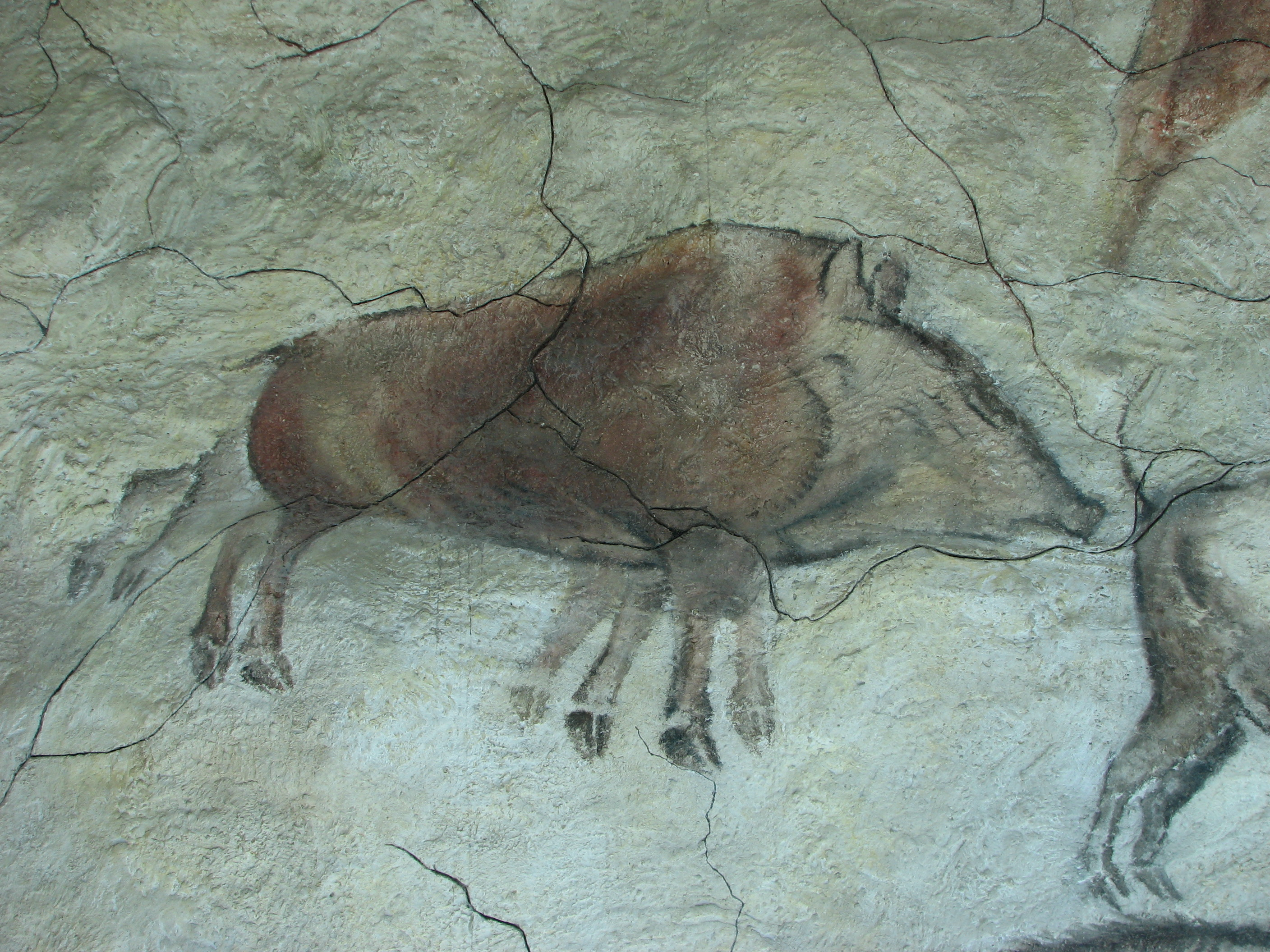
أهو خنزير حي يعدو مسرعًا أم خنزير ميت يرقد على جانبه? رسوم الكهوف من ألتميرا.

فك الشفرة المغلوط أو القراءة المغلوطة هو مفهوم يستخدم في مجالات مثل الاتصالات ودراسات الإعلام والسيميائيات والصحافة حول مدى اختلاف ترجمة الرسائل عما يقصده المرسِل من تلك الرسائل. وقد اقترح هذا المفهوم أمبرتو إيكو في إحدى مقالاته المنشورة أولًا باللغة الإيطالية عام 1965 والمنشور باللغة الإنجليزية عام 1972.

## المفهوم
تتطلب كل قوانين الاتصال ضرورة تشفير الرسائل إلى مجموعة من العلامات يقوم المرسِل بوضعها. ومن ثَمّ، يجب إرسال تلك العلامات ووفك تشفيرها بواسطة المتلقي حتى يتسنى له فهم الرسائل الواردة. كذلك، يلزم مشاركة نظام التشفير بين كل من المرسل والمتلقي حتى تنجح عملية الاتصال. فعلى سبيل المثال، يلزم أن يتم تشفير الأفكار في شكل كلمات ويتم نقلها عبر الهواء ثم فك شفرتها مجددًا لتعبر عن الأفكار. ففي معظم الأحيان، يحمل المرسل في نفسه معنى معينًا يعبر عنه في رسالته، آملًا أن يستطيع المتلقي ترجمتها على نحو صحيح. ويمكن تسمية تلك الترجمة الصحيحة فك الشفرة الصائبة أو القراءة الصائبة. أما إذا كان فهم الرسالة مختلفًا عما يقصده المرسل، فيمكن تسمية ذلك فك الشفرة المغلوط.
طبقًا لما ذكره إيكو، فقد كانت حالات فك الشفرة المغلوطة نادرة التواجد في مجتمعات ما قبل الثورة الصناعية، وهي تلك الفترة التي ظهرت فيها الكثير من وسائل الاتصال بين الأشخاص الذين يتشاطرون نفس الثقافة. وقد أدرج أربع فئات تمثل الاستثناءات التي قد تظهر بها الترجمات المغلوطة:
- الأشخاص الذين لا يتشاطرون نفس اللغة.
- الأشخاص الذين يحاولون ترجمة المعاني الخاصة بالثقافات السابقة. على سبيل المثال، الأشخاص المنتمون لـالعصور الوسطى والذين يدرسون الفن الروماني.
- الأشخاص الذين لا يتشاركون نفس العقيدة. على سبيل المثال، المسيحيون الذين يدرسون الفن الوثني.
- الأشخاص الذين نشأوا من ثقافات مختلفة. على سبيل المثال، الأوروبيون أصحاب البشرة البيضاء الذين يدرسون فن السكان الأصليين.

وتابع إيكو أنه في وسائل الإعلام المعاصرة، بدلًا من أن تكون الترجمات المغلوطة استثناءً من القاعدة، أصبحت هي القاعدة نفسها. فعلى سبيل المثال، تدرك جهات البث التليفزيوني مسبقًا أنه ستتم ترجمة الرسائل التي تبثها بالعديد من الطرق. وتوقع أنه بسبب تلك الحرية المكفولة في ترجمة تلك الرسائل، فقد تصبح سلطة وسائل الإعلام على الأفراد أقل تأثيرًا مما هو متوقع.
لقد أصبحت فكرة بحث الرسائل الواردة في وسائل الإعلام وكيف يترجمها الجمهور منذ ذلك الحين واحدة من المفاهيم الرئيسية التي تزخر بها الأبحاث الأكاديمية التي تتناول وسائل الإعلام. ومن الواضح تأثر إيكو في مقاله، من بين النظريات الأخرى، بنظرية التشفير/فك التشفير لصاحبها ستيوارت هول.
أوضح جون فيسك أن الترجمة المغلوطة تحدث بشكل أساسي مع الرموز الأيقونية، مشيرًا إلى الرسائل المرئية. وكمثال على ذلك، فسر فيسك كيف تبدو عادةً رسومات الحيوانات الموجودة على الكهوف في عصور ما قبل التاريخ لناظريها رشيقة ومتحركةً. ومع ذلك، في عام 1960 زعمت مارجريت أبركرومبي أن الرسومات هي، في الحقيقة، تصويرات لحيوانات ميتة. بالتالي، إذا سلمنا بزعم أبركرومبي، فعندها يمكننا القول إن ثقافتنا المعاصرة، التي نقدّر على أساسها الحيوانات الحية ونادرًا ما نكترث لأمر الحيوانات الميتة، قد أدت بنا إلى ترجمة الرسومات ترجمةً مغلوطة.